# Prix de la BnF
Le prix de la BnF est un prix littéraire français créé en 2009 par la Bibliothèque nationale de France.

## Historique du prix
Créé en 2009 à l'initiative de Jean-Claude Meyer – président du Cercle de la BnF –, le prix de la BnF consacre « un auteur vivant de langue française pour l’ensemble de son œuvre, quelle que soit sa discipline et ayant publié dans les trois années précédentes », cherchant ainsi à témoigner « de la volonté de la Bibliothèque de soutenir la création et la recherche contemporaine française dans tous les domaines de l'écrit ».
Dix membres composent un jury nommé pour trois ans et présidé par le président de la BnF. Doté d'un montant de 10 000 €, le prix est également accompagné d'une bourse de recherche consacrée à un travail portant sur l'œuvre du lauréat. 

## Composition des jurys
- Les premiers membres (2009-2012) sont : Bruno Racine (président de la BnF), Jean-Claude Meyer, Laure Adler, Jean-Claude Casanova, Antoine Compagnon, Marc Fumaroli, Édouard Glissant, Colette Kerber, Julia Kristeva et Alberto Manguel.
- Pour la période 2012-2015, les jurés sont : Bruno Racine (président de la BnF), Jean-Claude Meyer (à compléter).
- Pour la période 2015-2018, les jurés sont[1] : Laurence Engel (présidente de la BnF), Jean-Claude Meyer, Christine Albanel, Antonin Baudry, Frédéric Beigbeder, Dominique Bona, Jérôme Clément, Antoine Compagnon, Georges Lavaudant, Christophe Ono-dit-Biot, et Élisabeth Quin.

## Lauréats
- 2009 : Philippe Sollers[3]
- 2010 : Pierre Guyotat[4]
- 2011 : Patrick Modiano[5]
- 2012 : Milan Kundera[6]
- 2013 : Yves Bonnefoy[7]
- 2014 : Mona Ozouf[8],[9]
- 2015 : Michel Houellebecq[10],[11]
- 2016 : Jean Echenoz[12]
- 2017 : Paul Veyne[13]
- 2018 : Emmanuel Carrère[14]
- 2019 : Virginie Despentes[15],[16]
- 2020 : non décerné[17]
- 2021 : Hélène Cixous[18]
- 2022 : Pierre Michon[19]
- 2023 : Pascal Quignard[20]
- 2024 : Raymond Depardon[21]